# ThyssenKrupp Haus
Das ThyssenKrupp-Haus war ein geplantes Gebäude  am Schloßplatz 2 im Ortsteil Mitte von Berlin. Aufgrund der scharfen öffentlichen Kritik hat ThyssenKrupp 2012 auf den Neubau verzichtet.

## Geschichte und Konzeption

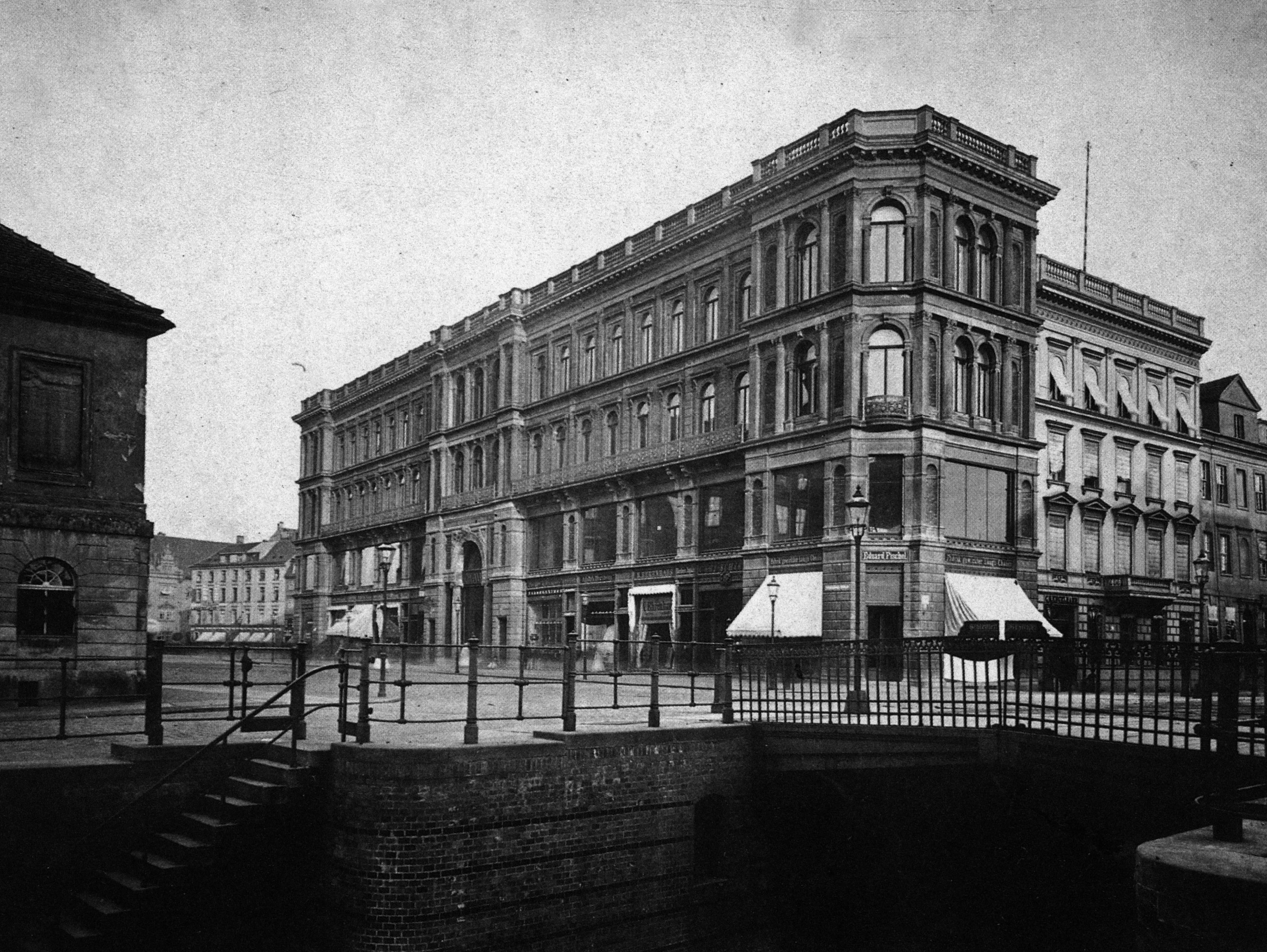
Das „Rote Schloss“ um 1880

Bauherr sollte das Industrieunternehmen ThyssenKrupp sein. Aufgrund seiner Nachbarschaft zum Berliner Stadtschloss (Ausführung von Franco Stella), zur Bauakademie und zum Auswärtigen Amt wäre das ThyssenKrupp Haus an einem der prominentesten und damit auch architektonisch anspruchsvollsten Bauorte überhaupt entstanden. Die Sichtachsenverhältnisse zum Staatsratsgebäude hätten zusätzliche städtebauliche Auswirkungen mit sich gebracht.
Am vorgesehenen Standort war 1867 nach dem Umbau des Straßenzuges „An der Stechbahn“ und dem Abriss der Neuen Stechbahn das „Rote Schloss“ entstanden, auch „Rote Burg“ genannt. Das vierstöckige Wohn- und Geschäftshaus verdankte seinen Namen – am Schloss gelegen – der Ähnlichkeit mit dem Roten Rathaus. Die Brüder Castan eröffneten hier das erste Berliner Panoptikum, das jedoch kurze Zeit später in die Kaisergalerie in der Friedrichstraße umzog. Bereits 1936 senkten sich Teile des „Roten Schlosses“ ab, sodass der Mittelbau abgerissen werden musste. Während des Zweiten Weltkrieges weitgehend zerstört, wurde das Haus zu DDR-Zeiten abgerissen.
Das 1999 von Hans Stimmann aufgestellte Planwerk Innenstadt sah an dieser Stelle einen Neubau mit einem quadratischen Grundriss vor, der das westliche Drittel des Staatsratsgebäudes verdeckt hätte. Im Jahr 2004 sprach sich der Landesdenkmalrat der Stadt Berlin gegen eine Bebauung aus. Das Staatsratsgebäude würde in seiner Wirkung beschränkt werden und ein Neubau würde nicht in den Stadtinnenraum passen. Der damalige Berliner Senator für Wissenschaft, Forschung und Kultur Thomas Flierl kritisierte 2007, dass nicht nur ein bedeutendes Baudenkmal der DDR beeinträchtigt werden und die planungsrechtliche Grundlage für den Bau fehlen würde. Die Stadtentwicklungsverwaltung beharrte jedoch auf der vorgesehenen Bebauung. Das Land Berlin veräußerte daher einen Teil des Schlossplatzes an den Konzern ThyssenKrupp, der dort seine Hauptstadt-Repräsentanz errichten wollte. Vorwürfe wurden laut, ThyssenKrupp habe das Grundstück zu viel zu günstigen Konditionen erhalten. Für lediglich 3766,07 € (zuzüglich der Kosten für die Erstellung der Baufähigkeit) soll ThyssenKrupp die 737 Quadratmeter an Deutschlands prominentestem Bauplatz erworben haben. Kritisiert wurde zudem, dass das Grundstück per Einzelvergabe ohne öffentliche Ausschreibung vergeben wurde. Ein öffentliches Bieterverfahren hat nicht stattgefunden.
ThyssenKrupp veranstaltete einen architektonischen Wettbewerb. An dem Wettbewerb nahmen Architekten aus allen Teilen der Welt teil. Zu den prominenten Teilnehmern gehörten David Adjaye, Gert Wingårdh, Kaspar Kraemer, Degelo Architekten, Grüntuch Ernst und Chaix & Morel et associeés. Das Architekturbüro Schweger & Partner ging 2011 als Sieger aus dem Wettbewerb hervor, der Siegerentwurf sah einen gläsernen Würfel vor.
Aufgrund der scharfen öffentlichen Kritik verzichtete ThyssenKrupp nach einem „Spitzengespräch“ beim Regierenden Bürgermeister Klaus Wowereit 2012 auf den Neubau.